# Bécarde pie
Pachyramphus albogriseus
Espèce
Répartition géographique
Statut de conservation UICN

 LC  : Préoccupation mineure
La Bécarde pie (Pachyramphus albogriseus) est une espèce de passereaux de la famille des Tityridae.

## Liste des sous-espèces
Selon la classification de référence du Congrès ornithologique international (15.1, 2025) :
- P. a. ornatus Cherrie, 1891 — cordillère de Talamanca ;
- P. a. albogriseus Sclater, 1857 — Équateur, chaînes du nord-ouest sud-américain.